# Československo na Letních olympijských hrách 1936
Československo na Letních olympijských hrách 1936 v německém Berlíně reprezentovalo 190 sportovců, z toho 15 žen. Nejmladším účastníkem byl plavec Felix Erbert (18 let, 66 dní), nejstarším pak střelec Jaroslav Mach (49 let, 96 dní). Reprezentanti vybojovali 8 medailí, 3 zlaté a 5 stříbrných.

## Československé medaile
| Medaile | Jméno | Sport                | Disciplína               |
| ------- | --- | -------------------- | ------------------------ |
| Zlato   | Alois Hudec | Sportovní gymnastika | kruhy                    |
| Zlato   | Zdeněk Škrland Václav Mottl | Kanoistika           | 10 km                    |
| Zlato   | Vladimír Syrovátka Jan Brzák | Kanoistika           | 1 km                     |
| Stříbro | Bohuslav Karlík | Kanoistika           | 1 km                     |
| Stříbro | Václav Pšenička | Vzpírání             | těžká váha               |
| Stříbro | Jozef Herda | Zápas                | řecko-římský, lehká váha |
| Stříbro | Josef Klapuch | Zápas                | volný styl, těžká váha   |
| Stříbro | Jaroslava Bajerová Vlasta Děkanová Božena Dobešová Vlasta Foltová Anna Hřebřinová Matylda Pálfyová Zdeňka Veřmiřovská Marie Větrovská | Sportovní gymnastika | Soutěž družstev          |

## Seznam všech zúčastněných sportovců
| Číslo | Jméno                           | Pohlaví | Věk   | Sport             |
| ----- | ------------------------------- | ------- | ----- | ----------------- |
|       | Valér Barač                     | Muž     | 27    | Atletika          |
|       | Ernst Berndt                    | Muž     | 21    | Atletika          |
|       | Ludvík Bombík                   | Muž     | 23    | Atletika          |
|       | František Douda                 | Muž     | 27    | Atletika          |
|       | Jaroslav Eliáš                  | Muž     | 30    | Atletika          |
|       | Jiří Hoffmann                   | Muž     | 28    | Atletika          |
|       | Karel Hoplíček                  | Muž     | 22    | Atletika          |
|       | Bedřich Hošek                   | Muž     | 24    | Atletika          |
|       | Václav Hošek                    | Muž     | 26    | Atletika          |
|       | Josef Hušek                     | Muž     | 23    | Atletika          |
|       | Miroslav Klásek                 | Muž     | 23    | Atletika          |
|       | Josef Klein                     | Muž     | 19    | Atletika          |
|       | Karel Kněnický                  | Muž     | 28    | Atletika          |
|       | Jaroslav Knotek                 | Muž     | 24    | Atletika          |
|       | Ludvík Kománek                  | Muž     | 26    | Atletika          |
|       | Jan Korejs                      | Muž     | 29    | Atletika          |
|       | Břetislav Krátký                | Muž     | 24    | Atletika          |
|       | Heinz Lorenz                    | Muž     | 20    | Atletika          |
|       | Miloslav Luňák                  | Muž     | 34    | Atletika          |
|       | Pavol Maľa                      | Muž     | 25    | Atletika          |
|       | Stanislav Otáhal                | Muž     | 22    | Atletika          |
|       | Rudolf Polame                   | Muž     | 26    | Atletika          |
|       | Evžen Rošický                   | Muž     | 21    | Atletika          |
|       | Margaréta Schieferová           | Žena    | 22    | Atletika          |
|       | Zdeněk Sobotka                  | Muž     | 19    | Atletika          |
|       | Jaroslav Štork                  | Muž     | 27    | Atletika          |
|       | Josef Šulc                      | Muž     | 28    | Atletika          |
|       | Ján Takáč                       | Muž     | 27    | Atletika          |
|       | Jaroslav Vítek                  | Muž     | 21    | Atletika          |
|       | Miroslav Vítek                  | Muž     | 27    | Atletika          |
|       | Josef Vosolsobě                 | Muž     | 31    | Atletika          |
|       | Jiří Čtyřoký                    | Muž     | 25    | Basketbal         |
|       | Alois Dvořáček                  | Muž     | 27    | Basketbal         |
|       | Ludvík Dvořáček                 | Muž     | 25    | Basketbal         |
|       | František Hájek                 | Muž     | 20    | Basketbal         |
|       | Vítězslav Hloušek               | Muž     | 21    | Basketbal         |
|       | Josef Klíma                     | Muž     | 25    | Basketbal         |
|       | Karel Kuhn                      | Muž     | 20    | Basketbal         |
|       | Josef Moc                       | Muž     | 28    | Basketbal         |
|       | František Picek                 | Muž     | 24    | Basketbal         |
|       | Hubert Prokop                   | Muž     | 27    | Basketbal         |
|       | Ladislav Trpkoš                 | Muž     | 21    | Basketbal         |
|       | Rudolf Bezděk                   | Muž     | 20    | Box               |
|       | František Doležal               | Muž     | 22    | Box               |
|       | František Havelka               | Muž     | 28    | Box               |
|       | Josef Hrubeš                    | Muž     | 19    | Box               |
|       | Jan Chytrý                      | Muž     | 19    | Box               |
|       | Josef Jelen                     | Muž     | 21    | Box               |
|       | Rudolf Kus                      | Muž     | 21    | Box               |
|       | Stanislav Rajdl                 | Muž     | 25    | Box               |
|       | Vilém Jakl                      | Muž     | 21    | Cyklistika        |
|       | Hans Leutelt                    | Muž     | 21    | Cyklistika        |
|       | Miroslav Loos                   | Muž     | 22    | Cyklistika        |
|       | Josef Lošek                     | Muž     | 24    | Cyklistika        |
|       | Jaroslava Bajerová              | Žena    | 26    | Gymnastika        |
|       | Vlasta Děkanová                 | Žena    | 26    | Gymnastika        |
|       | Božena Dobešová                 | Žena    | 21    | Gymnastika        |
|       | Vlasta Foltová                  | Žena    | 22    | Gymnastika        |
|       | Jan Gajdoš                      | Muž     | 32    | Gymnastika        |
|       | Anna Hřebřinová                 | Žena    | 27    | Gymnastika        |
|       | Alois Hudec                     | Muž     | 28    | Gymnastika        |
|       | Jaroslav Kollinger              | Muž     | 30    | Gymnastika        |
|       | Emanuel Löffler                 | Muž     | 34    | Gymnastika        |
|       | Matylda Pálfyová                | Žena    | 24    | Gymnastika        |
|       | Vratislav Petráček              | Muž     | 26    | Gymnastika        |
|       | Bohumil Povejšil                | Muž     | 24    | Gymnastika        |
|       | Jan Sládek                      | Muž     | 29    | Gymnastika        |
|       | Jindřich Tintěra                | Muž     | 35    | Gymnastika        |
|       | Zdeňka Veřmiřovská              | Žena    | 23    | Gymnastika        |
|       | Marie Větrovská                 | Žena    | 24    | Gymnastika        |
|       | Miloslav Brepta                 | Muž     | 33    | Jachting          |
|       | Vítězslav Pavlousek             | Muž     | 25    | Jachting          |
|       | Otomar Bureš                    | Muž     | 29    | Jezdectví         |
|       | Miloslav Buzek                  | Muž     | 36    | Jezdectví         |
|       | Julius Čoček                    | Muž     | 36    | Jezdectví         |
|       | Josef Dobeš                     | Muž     | 32    | Jezdectví         |
|       | František Jandl                 | Muž     | 30    | Jezdectví         |
|       | Matěj Pechman                   | Muž     | 43    | Jezdectví         |
|       | Václav Procházka                | Muž     | 31    | Jezdectví         |
|       | Otto Schöniger                  | Muž     | 46    | Jezdectví         |
|       | Josef Seyfried                  | Muž     | 40    | Jezdectví         |
|       | František Brzák                 | Muž     | 21    | Kanoistika        |
|       | Jan Brzák-Felix                 | Muž     | 24    | Kanoistika        |
|       | Zdeněk Černický                 | Muž     | 22    | Kanoistika        |
|       | Josef Dusil                     | Muž     | 25    | Kanoistika        |
|       | Jaroslav Humpál                 | Muž     | 20    | Kanoistika        |
|       | Bohuslav Karlík                 | Muž     | 27    | Kanoistika        |
|       | Ludvík Klíma                    | Muž     | 24    | Kanoistika        |
|       | Otakar Kouba                    | Muž     | 29    | Kanoistika        |
|       | Václav Mottl                    | Muž     | 22    | Kanoistika        |
|       | Vladimír Syrovátka              | Muž     | 28    | Kanoistika        |
|       | František Svoboda               | Muž     | 32    | Kanoistika        |
|       | Emil Šmatlák                    | Muž     | 20    | Kanoistika        |
|       | Zdeněk Škrland                  | Muž     | 22    | Kanoistika        |
|       | Elisabeth Boubelová             | Žena    | 20    | Plavání           |
|       | Felix Erbert                    | Muž     | 18    | Plavání           |
|       | Irma Schramková                 | Žena    | 24    | Plavání           |
|       | Věra Klatovská                  | Žena    | 24    | Plavání           |
|       | Václav Kacl                     | Muž     | 26    | Skoky do vody     |
|       | František Leikert               | Muž     | 22    | Skoky do vody     |
|       | Josef Nesvadba                  | Muž     | 27    | Skoky do vody     |
|       | František Čermák                | Muž     | 41    | Sportovní střelba |
|       | Jan Gascher                     | Muž     | 29    | Sportovní střelba |
|       | Jan Koller                      | Muž     | 34    | Sportovní střelba |
|       | Josef Kopecký                   | Muž     | 43    | Sportovní střelba |
|       | Václav Krecl                    | Muž     | 47    | Sportovní střelba |
|       | Jaroslav Mach                   | Muž     | 49    | Sportovní střelba |
|       | František Pokorný               | Muž     | 31    | Sportovní střelba |
|       | Jiří Friedman (nedokončil)      | Muž     | 23-27 | Sportovní střelba |
|       | Josef Benedik                   | Muž     | 38    | Šerm              |
|       | Robert Bergmann                 | Muž     | 31    | Šerm              |
|       | Hervarth Frass von Friedenfeldt | Muž     | 23    | Šerm              |
|       | Josef Hildebrand                | Muž     | 41    | Šerm              |
|       | Jiří Jesenský                   | Muž     | 30    | Šerm              |
|       | Josef Jungmann                  | Muž     | 48    | Šerm              |
|       | Bohuslav Kirchmann              | Muž     | 34    | Šerm              |
|       | Alfred Klausnitzer              | Muž     | 36    | Šerm              |
|       | Josef Kunt                      | Muž     | 32    | Šerm              |
|       | Václav Rais                     | Muž     | 26    | Šerm              |
|       | Carmen Raisová                  | Žena    | 28    | Šerm              |
|       | František Vohryzek              | Muž     | 29    | Šerm              |
|       | Rudolf Baránek                  | Muž     | 26    | Veslování         |
|       | Karel Brandstätter              | Muž     | 21    | Veslování         |
|       | Jan Holobrádek                  | Muž     | 21    | Veslování         |
|       | Antonín Hrstka                  | Muž     | 28    | Veslování         |
|       | Josef Jabor                     | Muž     |       | Veslování         |
|       | František Kobzík                | Muž     | 22    | Veslování         |
|       | Alfred Lerbretier               | Muž     | 26    | Veslování         |
|       | František Maloň                 | Muž     | 23    | Veslování         |
|       | Jan Matoušek                    | Muž     | 21    | Veslování         |
|       | Jaroslav Mysliveček             | Muž     |       | Veslování         |
|       | Pavel Parák                     | Muž     | 23    | Veslování         |
|       | Bedřich Procházka               | Muž     | 27    | Veslování         |
|       | Ladislav Smolík                 | Muž     | 27    | Veslování         |
|       | Josef Straka                    | Muž     | 32    | Veslování         |
|       | František Šír                   | Muž     | 22    | Veslování         |
|       | Vladimír Vaina                  | Muž     | 26    | Veslování         |
|       | Jiří Zavřel                     | Muž     | 25    | Veslování         |
|       | Lešek Boubela                   | Muž     | 26    | Vodní pólo        |
|       | Josef Bušek                     | Muž     | 34    | Vodní pólo        |
|       | Kurt Epstein                    | Muž     | 32    | Vodní pólo        |
|       | Konstantin Koutek               | Muž     | 26    | Vodní pólo        |
|       | Josef Medřický                  | Muž     | 28    | Vodní pólo        |
|       | Karel Schmuck                   | Muž     | 22    | Vodní pólo        |
|       | Hugo Vondřejc                   | Muž     | 25    | Vodní pólo        |
|       | Antonín Balda                   | Muž     | 26    | Vzpírání          |
|       | Václav Bečvář                   | Muž     | 27    | Vzpírání          |
|       | Josef Brumlík                   | Muž     | 24    | Vzpírání          |
|       | Josef Hantych                   | Muž     | 24    | Vzpírání          |
|       | Václav Pšenička                 | Muž     | 29    | Vzpírání          |
|       | František Šimůnek               | Muž     | 28    | Vzpírání          |
|       | Václav Brdek                    | Muž     | 22    | Zápas             |
|       | Jozef Herda                     | Muž     | 26    | Zápas             |
|       | Ferdinand Hýža                  | Muž     | 26    | Zápas             |
|       | František Janda                 | Muž     | 26    | Zápas             |
|       | Josef Klapuch                   | Muž     | 30    | Zápas             |
|       | Karel Kváček                    | Muž     | 24    | Zápas             |
|       | František Mrášek                | Muž     | 22    | Zápas             |
|       | Antonín Nič                     | Muž     | 30    | Zápas             |
|       | Hubert Prokop                   | Muž     | 26    | Zápas             |
|       | Josef Přibyl                    | Muž     | 32    | Zápas             |
|       | Alois Samec                     | Muž     | 30    | Zápas             |
|       | Jaroslav Sysel                  | Muž     | 27    | Zápas             |
|       | Karel Zvonař                    | Muž     | 23    | Zápas             |

Dále byla zaslána umělecká díla do olympijských uměleckých soutěží, a to od těchto autorů a s těmito výsledky:
| Jméno               | Pohlaví | Věk | Obor                  |
| ------------------- | ------- | --- | --------------------- |
| Josef Bauer         | Muž     |     | Architektura          |
| Václav Houdek       | Muž     | 29  | Architektura          |
| Bohumil Kněžek      | Muž     | 35  | Architektura          |
| Josef Kříž          | Muž     | 41  | Architektura          |
| K. Martinek         | Muž     | -   | Architektura          |
| Jaroslav Nedvěd     | Muž     | -   | Architektura          |
| Egon Plefka         | Muž     |     | Architektura          |
| Rudolf Procházka    | Muž     | 36  | Architektura          |
| Hans Ruda           | Muž     | 36  | Architektura          |
| Josef Václavík      | Muž     | 36  | Architektura          |
| František Koubek    | Muž     |     | Hudba                 |
| Jaroslav Křička     | Muž     | 53  | Hudba                 |
| Jan Peřita          | Muž     | 53  | Hudba                 |
| Richard Augsten     | Muž     |     | Literatura            |
| Jerry               | Muž     |     | Literatura            |
| Štefan Bednář       | Muž     | 27  | Malířství             |
| Alois Houba         | Muž     | 32  | Malířství, Sochařství |
| Grete Kunz          | Žena    | 27  | Malířství             |
| Hugo Siegmüller     | Muž     | 46  | Malířství             |
| František Draškovič | Muž     | 25  | Sochařství            |
| Jan Vítězslav Dušek | Muž     | 45  | Sochařství            |
| Václav Nejtek       | Muž     | 36  | Sochařství            |
| Otakar Španiel      | Muž     | 55  | Sochařství            |
| Ladislav Toman      | Muž     | 42  | Sochařství            |
| Oldřich Žák         | Muž     | 35  | Sochařství            |